# Norbert Enste
Norbert Enste (* 17. September 1950 in Mainz; † 2. August 2010 in Göttingen) war ein deutscher Kommunikationswissenschaftler. Er war Pionier im Bereich Neue Medien.

## Berufliche Stationen
Nach Abschluss des Studiums der Kommunikationswissenschaften am Institut für Publizistik der Johannes-Gutenberg-Universität Mainz übernahm er bei der Schlüterschen Verlagsanstalt in Hannover die neu eingerichtete Stabsstelle Neue Medien und baute sie 1984 zu einem Bereich für elektronische Publikationen aus. 1988 rief ihn Jürgen Kanzow für die Projekte Telemedizin und Telepublishing zu BERKOM nach Berlin.
Ende des Jahres gründete er den ersten Verlag nur für elektronische Publikationen in Deutschland. 1990 engagierte er sich in den neuen Bundesländern und verlegte den Sitz des Verlages nach Magdeburg. Dort war er Initiator und Gründungsmitglied des Vereins zur Förderung der Infrastruktur der Telekommunikation in Sachsen-Anhalt, INFRATEL e. V., in dem unter der Mitwirkung des Wirtschaftsministeriums des Landes und der Deutschen Telekom Wissenschaft, Wirtschaft und Verwaltung im Interesse der Entwicklung des Landes zusammenarbeiteten. 2001 startete er das Autoren-Projekt im Internet.

## Mitgliedschaften
- 1980–1988 Kommission Neue Medien der Fachgruppe Fachzeitschriften im VDZ, Ad-hoc-Gruppe Bildschirmtext im Bundesministerium für das Post- und Fernmeldewesen, Expertenkreis der BTX-Presse (einer gemeinsamen Einrichtung von BDZV, VDZ, VDAV und Börsenverein);
- 1988–1990 Wissenschaftlicher Beirat Neue Medien des Bundesministeriums für Bildung und Wissenschaft
- 1990–1998 Vorstand Infratel Sachsen-Anhalt e. V.

## Leistungen
- 1980 Aufbau des Bildschirmtext-Informationsangebotes der Schlüterschen für die Feldversuche in Düsseldorf und Berlin
- 1982 Konzept eines Verbundes von Stadt-Magazinen in BTX, 1983 Entwicklung einer interaktiven Steuerung für LaserVision-Bildplatten
- 1984 Bildplatten-Projekt „Der Landkreis Celle“
- 1985 Bildplatte „CIM Computerintegrierte Fertigung“ für den VDI-Verlag
- 1987 maßgebliche Beteiligung am Projekt MEDKOM
- 1989 Organisation und Moderation des internationalen CeBIT-Symposiums „Interaktive Bildplatten“
- 1995 Gutachten zur Situation der Telekommunikation in Sachsen-Anhalt
- 1995, 1996 Organisation und Moderation der Telematik-Konferenzen „Telematik. Strategien für Sachsen-Anhalt“ und „Telematik 2. Perspektiven für Sachsen-Anhalt“.

## Veröffentlichungen
- An der Schwelle einer neuen Zeit. in Gutenberg-Jahrbuch 1982, Mainz 1981, S. 13–22
- Neuere Btx-Entwicklungen. in: Fachpresse und Neue Medien 2, Bonn 1983, S. 22–31